# 리처드 켈톤
리처드 켈톤(Richard Kelton, 1943년 4월 29일 ~ 1978년 11월 27일)은 미국의 배우, 연극 배우, 텔레비전 배우이다.
링컨에서 태어났으며 덴버에서 사망하였다. 사인은 일산화 탄소 중독이다.

## 영화
- 최후의 용사 (1975년)
- 형사 맥큐 (1974년)
- 인 콜드 블러드 (1967년)
- 딜론 보안관 (1955년)